# Diplomatický archiv Ministerstva zahraničí Srbska

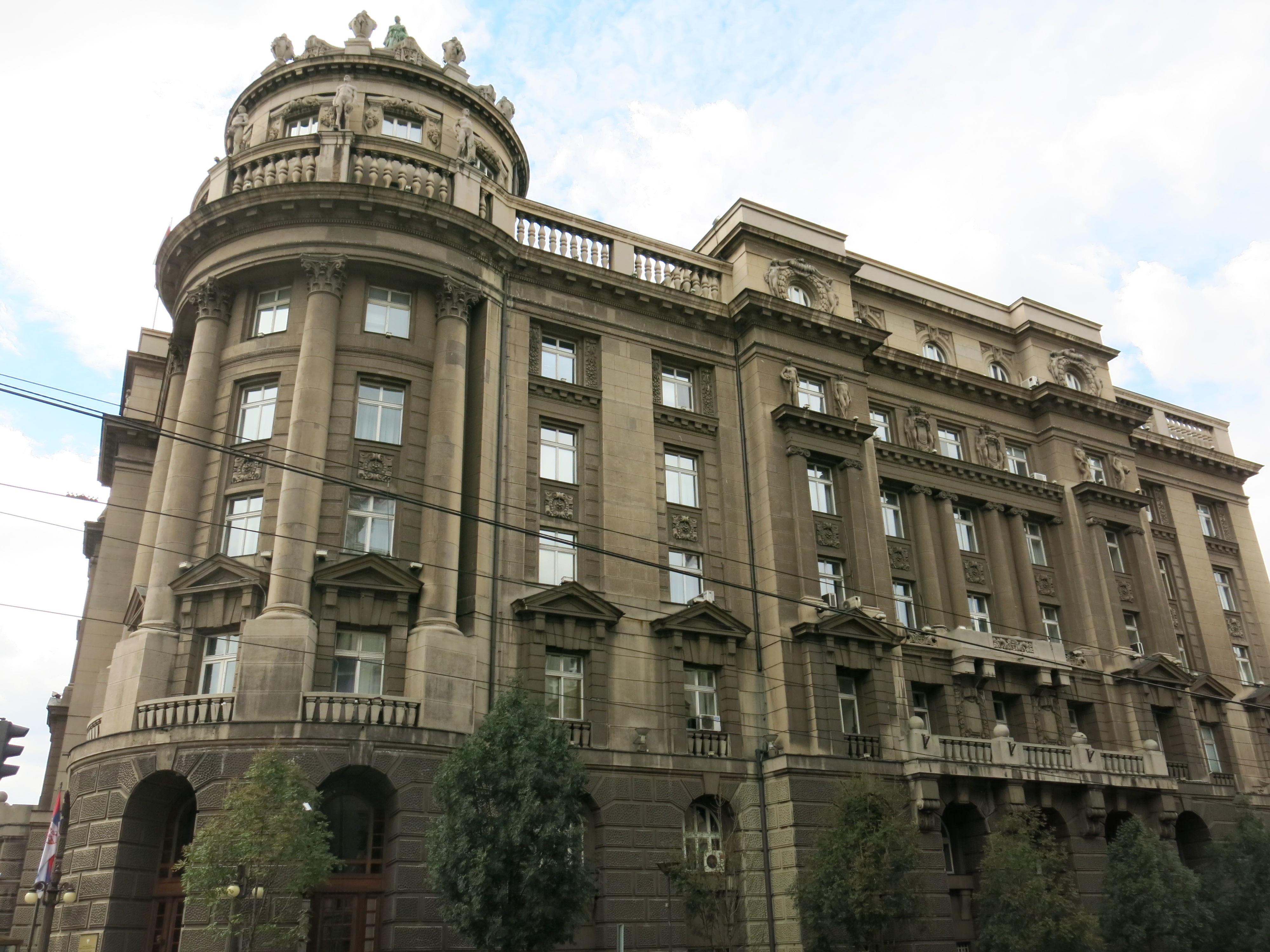
Budova ministerstva zahraničí, kde sídlí archiv.

Diplomatický archiv Ministerstva zahraničí Srbska (srbsky Diplomatski arhiv Ministarstva spoljnih poslova Republike Srbije), též známý pod kratším názvem Diplomatický archiv (srbsky Diplomatski arhiv) je centrální archivní instituce pro příslušné srbské ministerstvo. Shromažďuje materiály, které vytvářelo i jugoslávské ministerstvo zahraničí; tyto nebyly předány pod Archiv Jugoslávie. Sídlí v budově Ministerstva zahraničí.
Jeho úkolem je shromažďovat archivní materiál z jeho činnosti. Materiály, které tento archiv shromažďuje, jsou přístupné pouze starší třiceti let od jejich pořízení. Zde umístěné dokumenty jsou významné především pro porozumění historie z doby Studené války, především potom pro význam role SFRJ v Hnutí nezúčastněných zemí. V souvislosti s tím je oblíbený i u zahraničních výzkumníků.  

## Historie
Archiv byl založen dne 5. května 1919 dekretem Ministerstva zahraničí Království Srbů, Chorvatů a Slovinců. Do nově ustanovené instituce byly přemístěny archivované fondy královského ministerstva z doby před první světovou válkou, dále jeho černohorského protějšku. Nejstarším dokumentem archivu byla spojenecká smlouva podepsaná mezi srbským knížectvím a rumunským královstvím z roku 1868. Archiv v roce 1924 ustanovil odbornou komisi s cílem posoudit všechny dokumenty z období vzniku Království SHS, které by měly být předmětem archivace. Dne 5. dubna 1930 nabyl účinnosti nový zákon o diplomatickém archivu, který stanovil, jak má nadále organizace fungovat. 
Dne 10. srpna 1939 byly fondy archivu přemístěny do Historického ústavu[zdroj?], nicméně další rozvoj přerušilo vypuknutí druhé světové války v roce 1941. Během konfliktu byla část materiálů převezena do nacistického Německa a část do Sovětského svazu. Některé části archivovaných písemností byly zničeny, jiné se našly v historickém archivu ve Vídni nebo v ústředním říšském archivu v Postupimi. 
Po osvobození Bělehradu a vzniku nové Jugoslávie byla obnovena práce archivu, a to v březnu 1945. Až do roku 1949 bylo hlavním úkolem zjistit, kde se všude po Evropě archivované materiály nachází. Po roztržce Tita a Stalina v roce 1948 byl archiv uzavřen a materiály převezeny do zabezpečených lokalit po celé tehdejší Jugoslávii. Roku 1957 po zlepšení vztahů se SSSR byla činnost instituce obnovena, a to v klášteře sv. Jakuba u Dubrovníka. Zpět do Bělehradu byl přesunut roku 1960 a o rok později byl otevřen pro výzkumnou činnost.
Po rozpadu Jugoslávie, válkách, sankcích a finálním podepsání Smlouvy o otázkách následnictví bývalé Socialistické federativní republiky Jugoslávie začal opět působit i pro zahraniční návštěvníky. První skupina slovinských výzkumníků jej začala využívat v roce 2003. Po roce 2006 a rozpadu státního společenství Srbsko a Černá Hora působí při srbském ministerstvu zahraničí.